# Elezioni europee del 2004 in Danimarca
Le elezioni europee del 2004 in Danimarca si sono tenute il 13 giugno.

## Risultati
| Liste  | Liste                          | Gruppo    | Voti      | %     | Seggi |
| ------ | ------------------------------ | --------- | --------- | ----- | ----- |
|        | Socialdemocratici              | PSE       | 618.412   | 32,65 | 5     |
|        | Venstre                        | ALDE      | 366.735   | 19,36 | 3     |
|        | Partito Popolare Conservatore  | PPE-DE    | 214.972   | 11,35 | 1     |
|        | Movimento di Giugno            | IND/DEM   | 171.927   | 9,08  | 1     |
|        | Partito Popolare Socialista    | Verdi/ALE | 150.766   | 7,96  | 1     |
|        | Partito Popolare Danese        | UEN       | 128.789   | 6,80  | 1     |
|        | Sinistra Radicale              | ALDE      | 120.473   | 6,36  | 1     |
|        | Movimento Popolare contro l'UE | GUE/NGL   | 97.986    | 5,17  | 1     |
|        | Democratici Cristiani          | -         | 24.286    | 1,28  | -     |
| Totale | Totale                         | Totale    | 1.894.346 |       | 14    |